# Garden City (Kansas)
Garden City é uma cidade localizada no estado americano de Kansas, no Condado de Finney.

## Demografia
Segundo o censo americano de 2000, a sua população era de 28 451 habitantes.
Em 2006, foi estimada uma população de 27 175, um decréscimo de 1276 (-4.5%).

## Geografia
De acordo com o United States Census Bureau tem uma área de 22,1 km², dos quais 22,1 km² cobertos por terra e 0,0 km² cobertos por água.

## Localidades na vizinhança
O diagrama seguinte representa as localidades num raio de 40 km ao redor de Garden City.